# M/S Amorella
M/S Amorella je ro-ro brod/putnički brod hrvatske proizvodnje. Izgrađen je u Brodosplitu, u Brodogradilištu specijalnih objekata. IMO broj mu je 8601915. MMSI broj je 230172000. Plovi pod finskom zastavom. Matična mu je luka Mariehamn. Putnički je brod za kružna putovanja.
Pozivni znak je OIWS.
Brodovi blizanci su M/S Isabella, M/S Gabriella i M/S Crown Seaways, svi izgrađeni u splitskom brodogradilištu.

## Karakteristike
Sagrađen kao novogradnja br. 356 za finskog naručitelja SF Line AB iz Mariehamna, dio Viking Lineova konzorcija. Prvi je od dvaju ugovorenih brodova za finskog naručitelja, a od četiriju brodova blizanaca. Brod je svečano primopredan 28. rujna 1988. godine. Broj je bio ponos grada kad je porinut i sveopća gradska tema mjesecima uoči izgradnje.
Brod može primiti skoro dvije tisuće putnika i četiristo vozila, što je bio vrhunac u ono vrijeme. Opremljen je raskošnim kabinama, konferencijskim dvoranama, prodavaonicama, malim ugostiteljskim objektima (barovi i restorani), dječjim igraonicama i kasinom. Američki časopis Maritime Reporter & Engineer News brod je proglasio najsjajnijim brodom godine (Most Outstanding Ships of the year). Kad je izgrađena, imala je 4105 dwt. Bruto-tonaže (gross tonage) je 34384 tone, a nosivosti 4105 tona (poslije 3690) dwt. Gaz je 6,30 metara.
Amorella je dio niza brodova za prijevoz osoba i prometala za baltičke kompanije Viking Line i Sealink, koje je američki pomorski časopis Maritime Reporter and Engineering News nagradio nazivom brod godine (Ship of the Year) - Amorellu za 1988., Isabellu za 1989. i Frans Suell za 1992. godinu.

## Ostalo
Duška Boban i Nikola Bajto napisali su knjigu o splitskoj brodogradnji Amorella ~ ploveći grad. Lordan Zafranović snimio je nagrađivani dokumentarac Amorella – Put u budućnost 1989. godine, a donosi snimke gradnje, porinuća i primopredaje ovog čuvenog feribota splitskog škvera. Tena Perišin i Šime Strikoman napravili su televizijsku reportaž S Amorellom preko Baltika 1991. godine.

## Vanjske poveznice
- Brodosplit Galerija: Amorella
- Amorella - Ro-Ro/Passenger Ship, MarineTraffic